# Ramose (fill d'Amosis I)
Ramose va ser un príncep egipci de la XVIII Dinastia. Probablement era fill del faraó Amosis I.
Apareix representat suposadament a la tomba d'Inherthaui de la XX Dinastia (TT359) entre els "Senyors d'Occident", amb diversos membres de la seva família i alguns faraons importants (vegeu imatge de l'article).
Una estàtua seva és propietat del Universitat de Liverpool.

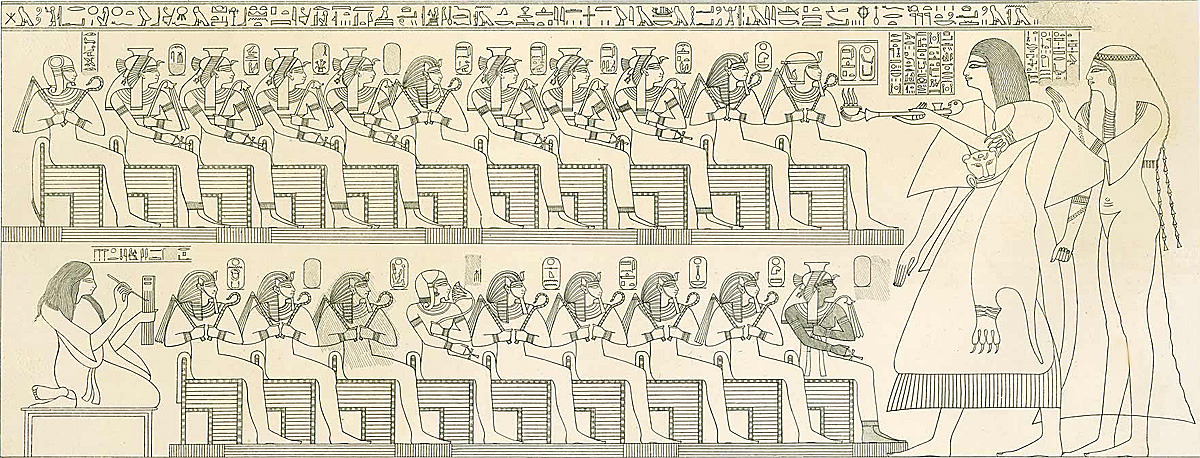
Relleu funerari de la tomba T359. Inherkau i la seva dona davant els Senyors de l'Oest (Lepsius Denkmahler). Fila superior, de dreta a esquerra: Amenofis I, Amosis I, Aah-Hotep I, Amosis-Meritamun, Sitamun, Siamun,?, Amosis-Henuttamehu, Amosis-Tumerisi, Amosis-Nebetta, Amosis Sapair; Fila inferior, de dreta a esquerra: Amosis-Nefertari, Ramsès I, Mentuhotep II, Amenofis II, Seqenenre Tao, Ramose ?, Ramsès IV ?, Tuthmosis I